# Ture Wersäll
Claës Ture Wersäll, född 12 augusti 1883 i Svea artilleriregementes församling, Stockholms stad, död 18 december 1965 i Sankt Matteus församling, Stockholms stad, var en svensk idrottare som tävlade vid OS 1906. 

## Biografi
Ture Weräll deltog i det svenska landslaget i dragkamp. I den första omgången förlorade de till Grekland, men i matchen om tredjeplatsen vann laget bronsmedaljer i kamp mot Österrike med poängen 2-0.
Ture Wersäll var son till Claës Wersäll samt bror till Claës-Axel och Gustaf Wersäll.